# Mount Union (Iowa)
Mount Union és una població dels Estats Units a l'estat d'Iowa. Segons el cens del 2000 tenia 132 habitants.

## Demografia
Segons el cens del 2000, Mount Union tenia 132 habitants, 51 habitatges, i 39 famílies. La densitat de població era de 463,3 habitants/km².
Dels 51 habitatges en un 43,1% hi vivien nens de menys de 18 anys, en un 68,6% hi vivien parelles casades, en un 0% dones solteres, i en un 23,5% no eren unitats familiars. En el 21,6% dels habitatges hi vivien persones soles el 3,9% de les quals corresponia a persones de 65 anys o més que vivien soles. El nombre mitjà de persones vivint en cada habitatge era de 2,59 i el nombre mitjà de persones que vivien en cada família era de 2,97.
Per edats la població es repartia de la següent manera: un 30,3% tenia menys de 18 anys, un 3% entre 18 i 24, un 37,9% entre 25 i 44, un 18,2% de 45 a 60 i un 10,6% 65 anys o més.
L'edat mediana era de 34 anys. Per cada 100 dones de 18 o més anys hi havia 104,4 homes.
La renda mediana per habitatge era de 27.500 $ i la renda mediana per família de 31.250 $. Els homes tenien una renda mediana de 30.714 $ mentre que les dones 22.500 $. La renda per capita de la població era de 12.735 $. Entorn del 20% de les famílies i el 21,6% de la població estaven per davall del llindar de pobresa.

## Poblacions més properes
El següent diagrama mostra les poblacions més properes.